# CDS/ISIS
Bei CDS/ISIS (Computerized Documentation System/Integrated Set of Information Systems, englisch in etwa „computergestütztes Dokumentationssystem/Integrierte Sammlung von Informationssystemen“) handelt es sich um ein Datenbankverwaltungssystem zur generellen Informationsspeicherung und einer Schnittstelle zur Abfrage, das von der UNESCO entwickelt, gepflegt und zwischen 1985 und 2004 verbreitet wurde.
Die Windows-Version der Software, die unter dem Namen Winisis bekannt ist, kann ebenso auf einen einzelnen Computer oder in LAN laufen. Die Javaversion JavaISIS ist eine Client-Server-Version erlaubt eine externe Abfrage über das Internet und ist für die Betriebssysteme Windows, Linux und Macintosh vorhanden. GenISIS erlaubt dem Benutzer, HTML-Webformulare für die CDS/ISIS-Datenbankabfrage zu produzieren.
Dieses Datenbanksystem wird in erster Linie für bibliografische Datenbanken benutzt. Die frei definierbare Datenbankstruktur lässt das System aber auch für viele andere Zwecke einsetzen, in denen alphanumerische Daten strukturiert gesammelt und verfügbar gemacht werden sollen. Wegen seiner multilingualen Systemarchitektur ist CDS/ISIS und Winisis in viele Sprachen übersetzt weltweit verbreitet.
In vielen Ländern gibt es von der UNESCO registrierte Multiplikatoren und Distributoren für CDS/ISIS und Winisis. Daneben haben sich auch eine Reihe von Nutzerorganisationen gegründet, die sich gegenseitig in der Weiterentwicklung und der Anwendung der Software unterstützen.
CDS/ISIS und Winisis sind vor allem in Lateinamerika und Osteuropa sehr verbreitet. Aber auch in Asien und Afrika wird das System eingesetzt. In Westeuropa ist es weniger populär. Während es in Portugal und Italien selbst in öffentlichen Bibliotheken eingesetzt wird, findet es in Deutschland vor allem in Hochschulinstituten und anderen Bildungseinrichtungen, Museen und kleineren Vereinen Anwendung.
Eine deutschsprachige Version stellt der CDS/ISIS Netzwerk e.V. als Organisation deutschsprachiger Anwender zur Verfügung. Auf der Webseite dieses gemeinnützigen Vereins kann Winisis mit einer Beispieldatenbank und deutschsprachiger Dokumentation kostenfrei heruntergeladen werden.